# Tsilaisyt
Tsilaisyt – minerał z gromady krzemianów, zaliczany do rodziny turmalinów. 
Nazwa pochodzi od miejsca odkrycia - kopalnia Tsilaisina na Madagaskarze. 
Tsilaisyt bogaty w fluor nazywany jest fluortsilaisytem i posiada wzór NaMn2+3Al6(Si6O18)(BO3)3(OH)3F.

## Właściwości
Zawiera w składzie do 3% manganu. Krystalizuje w układzie trygonalnym. Posiada pryzmatyczny lub igiełkowy pokrój. Występuje w skupieniach promienistych, włóknistych i masywnych. Jest minerałem kruchy, przezroczystym do półprzezroczystego. Ma szklisty połysk. Jest piezo- i piroelektryczny.

## Występowanie
Spotykany w pegmatytach, granitach, niektórych skałach metamorficznych, w wysokotemperaturowych żyłach hydrotermalnych i  w osadach. Towarzyszą mu skalenie, elbait, kwarc, albit, lepidolit, mikroklin, granat, muskowit, beryl, szerl, apatyt i spodumen. Występuje na Madagaskarze, w Mozambiku, Nepalu i Rosji, Czechach, Japonii, we Włoszech.

## Zastosowanie
• wyjątkowo cenny kamień kolekcjonerski
• okazjonalnie stosowany do wyrobu biżuterii;